# Prokopije Bolić
Prokopije Bolić, magyarosan Bólics Prokop (1767 körül – Újvidék, 1819. október 26.) ortodox pap.

## Élete
A Fruska-Gorában levő görög nem egyesült Rakovacz zárda archimandritája, a karlovici érsekség föllebezési székének tagja, Temes, Krassó, Szerém és Bihar vármegyék táblabírája. Az aradi megüresedett püspökségben a helytartóságot egy ideig viselte, zárdájába való visszatértekor elhunyt.

## Munkái
- Soversen vinodjélacz. Buda, 1816. (Tökéletes vinczellér. Chaptal után francziából ford. és Magyarország viszonyaihoz alkalmazta.)
- Slovo u nedelju drugu velikoga posta o zavisti. Uo. 1817. (Nagybőjt második vasárnapján mondott beszéd az irigységről.)
- Slovár vinodjilca. Uo. 1818. (A bortermelő szótára.)